# سرخرگ زیرکتفی
سرخرگ زیرکِتفی یا شریان ساب‌اسکاپولار (انگلیسی: Subscapular artery) بزرگ‌ترین شاخه سرخرگ زیربغلی (شریان آگزیلاری) است که از سطح خلفی بخش سوم آن منشأ می‌گیرد. خاستگاه آن در مرز پایینی ماهیچه زیرکتفی است و این ماهیچه را تا گوشه زیرین کتف دنبال می‌کند.
بیشترین خون‌رسانی سرخرگ زیرکتفی به نواحی خلفی دیواره زیربغلی و ناحیه کتفی (اسکاپولار) خلفی است.

## کالبدشناسی
سرخرگ زیرکتفی بزرگترین و درشت‌ترین شاخه شریان اگزیلاری است. شریان ساب‌اسکاپولار از سطح خلفی قسمت سوم شریان اگزیلاری در مجاورت کنار تحتانی عضله ساب اسکاپولاریس منشأ می‌گیرد، سپس به طرف زاویه تحتانی اسکاپولا رفته و در عضلات مجاور پایان می‌پذیرد. شریان ساب‌اسکاپولار در نهایت به دو شاخه انتهایی شریان سیرکومفلکس اسکاپولار و شریان توراکودورسال تقسیم می‌شود.
سرخرگ زیرکتفی بیشترین خون‌رسانی به خلف اگزیلا را انجام داده و در خون رسانی به ناحیه اسکاپولار خلفی شرکت می‌کند.

## مسیر
۱. شریان سیر کومفلکس اسکاپولار تقریباً در چهار سانتی‌متری مبداش ازان جدا می‌شود پس از آن که کنار خارجی اسکاپولا را دور زد از فضای سه گوش عبور می‌کند و در خلف این شریان بری ورود به حفره سوپرااسپیناتوس، عضله ترس مینور را سوراخ کرده و یا از زیر آن می‌گذرد. شریان سیرکومفلکس اسکاپولار با شریان سوپرااسکاپولار و شاخه عمقی شریان عرضی گردن (شریان اسکاپولار خلفی) برای تشکیل یک شبکه اناستوموتیک عروقی در اطرف کتف به هم می‌پیوندند.
شریان سیر کومفلکس اسکاپولار خود به دو شاخه تقسیم می‌شود:
شاخه اینفرااسکاپولار که به داخل حفره ساب اسکاپولار نزدیک ساب اسکاپولاریس رفته و با شریان عرضی اسکاپولا و شاخه نزولی عرضی گردن اناستوموز می‌شود.
شاخه دوم در طول کنارهٔ اگزیلاری اسکاپولا امتداد یافته و بین ترس ماژور و مینور و در سطح پشتی زاویه تحتانی با شاخه نزولی عرضی گردن (دورسال اسکاپولار) اناستوموز می‌شود.
شاخه‌های ریز قسمت پشت دلتوئید و سر دراز تری سپس را تغذیه کرده و با شاخه صعودی پروفوندا براکئیی اناستوموز می‌شود.
۲. شریان توراکو دورسال تقریباً کنارهٔ خارجی استخوان کتف را تا گوشهٔ تحتانی ان طی می‌کند. این شریان در خون رسانی به دیواره‌های خلفی و داخلی اگزیلا شرکت می‌کند.